# Transporte de membrana
En biología celular se denomina transporte de membrana, transporte celular o transporte transmembranal al conjunto de mecanismos que regulan el paso de solutos, iones y pequeñas moléculas, a través de membranas plasmáticas. La membrana celular está constituida por lípidos, proteínas y glúcidos en proporciones aproximadas de 40-50 %, 40-50 % y 10 %, respectivamente. En la membrana de la célula eucariota existen tres tipos de lípidos: fosfolípidos, glucolípidos y colesterol. Una parte de estas moléculas lipídicas es hidrófila y la otra hidrófoba, por lo que cuando se encuentran en un medio acuoso se orientan formando una bicapa lipídica. La membrana tiene un cierto grado de fluidez, que depende de la temperatura y su composición. La presencia de ácidos grasos insaturados y de cadena corta favorecen la fluidez, mientras que la presencia de colesterol endurece las membranas, reduciendo su fluidez y permeabilidad.
Este transporte de membrana se debe a la selectividad de membrana, una característica de las membranas celulares que las faculta como agentes de separación específica de sustancias de distinta índole química; es decir, la posibilidad de permitir la permeabilidad de ciertas sustancias pero no de otras. Los sistemas de transporte de membrana desempeñan papeles esenciales en el metabolismo celular y en actividades tales como la adquisición de nutrientes orgánicos e inorgánicos, mantenimiento de la homeostasis iónica, extrusión de compuestos tóxicos y de desecho, detección ambiental, comunicación celular y otras funciones celulares.
Los movimientos de casi todos los solutos a través de la membrana están mediados por proteínas transportadoras de membrana, más o menos especializadas en el transporte de moléculas concretas. Puesto que la diversidad y fisiología de las distintas células de un organismo está relacionada en buena medida con su capacidad de captar unos u otros elementos externos, se postula que debe existir un acervo de proteínas transportadoras específico para cada tipo celular y para cada momento fisiológico determinado; dicha expresión diferencial se encuentra regulada mediante: la transcripción diferencial de los genes codificantes para esas proteínas y su traducción, es decir, mediante los mecanismos genético-moleculares, pero también a nivel de la biología celular: dichas proteínas pueden requerir de activación mediada por rutas de señalización celular, activación a nivel bioquímico o, incluso, de localización en vesículas del citoplasma.

## Generalidades
Termodinámicamente, el flujo de sustancias de un compartimento a otro puede realizarse a favor o en contra de un gradiente, ya sea de concentración, o electroquímico. Si el intercambio de sustancias se realiza a favor del gradiente, esto es, en el sentido de los potenciales decrecientes, el requerimiento de energía externo al sistema es nulo; si, en cambio, el transporte se hace en contra del gradiente, se requiere el aporte de energía, energía metabólica en nuestro caso. Por ejemplo, un mecanismo químico de separación clásico que no requiere un aporte de energía externo es la diálisis: en ella, una membrana semipermeable separa dos soluciones que difieren en la concentración de un mismo soluto. Si la membrana permite el paso de agua pero no el del soluto (ósmosis), sucede que el agua fluye hacia el compartimento más concentrado en soluto, a fin de establecer un equilibrio en el cual la energía del sistema sea mínima. Para que suceda este flujo, puesto que el agua se desplaza de un lugar muy concentrado a uno muy diluido en disolvente (en cuanto a soluto, se da la situación opuesta), y, por ello, lo hace a favor de gradiente, no se requiere un aporte de energía externo. 

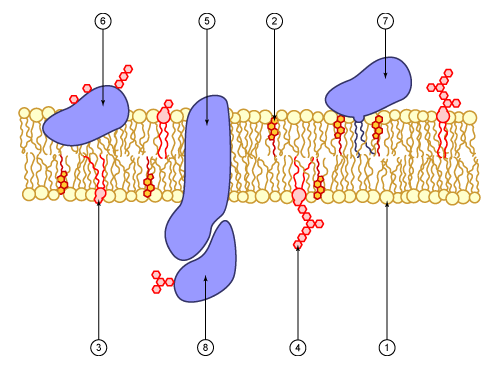
Diagrama de una membrana plasmática. 1. fosfolípido
2. colesterol
3. glicolípido
4. glúcido
5. proteína transmembrana
6. glicoproteína
7. proteína anclada a un fosfolípido
8. glicoproteína periférica.

La naturaleza de las membranas biológicas, especialmente la de sus lípidos, es anfipática, lo que se traduce en que forman una bicapa que alberga una parte interna hidrofóbica y una externa hidrofílica, permite que surja una posibilidad de transporte, la difusión simple o difusión pasiva, que consiste en la difusión de sustancias a su través sin gasto de energía metabólica y sin ayuda de proteínas transportadoras. En el caso de que la sustancia a transportar posea una carga neta, difundirá no sólo en respuesta a un gradiente de concentración, sino también al potencial de membrana, esto es, al gradiente electroquímico.
Permeabilidad relativa de una bicapa de fosfolípidos a distintas sustancias
| Tipo de sustancia                    | Ejemplos                            | Comportamiento                |
| ------------------------------------ | ----------------------------------- | ----------------------------- |
| Gases                                | CO2, N2, O2                         | Permean                       |
| Moléculas polares pequeñas sin carga | Urea, agua, etanol                  | Permean, total o parcialmente |
| Grandes moléculas polares sin carga  | glucosa, fructosa                   | No permean                    |
| Iones                                | K+, Na+, Cl-, HCO3-                 | No permean                    |
| Moléculas polares cargadas           | ATP, aminoácidos, glucosa-6-fosfato | No permean                    |

Puesto que son pocas las moléculas que son capaces de difundir a través de una membrana lipídica, la mayoría de los procesos de transporte involucran a proteínas de transporte. Se trata de proteínas transmembrana que poseen multitud de hélices alfa inmersas en la matriz lipídica o bien, al menos en bacterias, beta láminas. Dicha estructura probablemente implique una vía de entrada a través de entornos hidrofílicos proteicos que causarían una disrupción en el medio altamente hidrofóbico constituido por los lípidos. Las proteínas intervienen de diversas formas en el transporte: actúan tanto como bombas impulsadas por ATP, esto es, por energía metabólica, o como canales de difusión facilitada.

## Termodinámica
Un proceso fisiológico sólo puede llevarse a cabo si no contraviene los principios termodinámicos elementales. El transporte de membrana obedece algunas leyes físicas que definen sus capacidades y por ello su utilidad biológica.
Un principio general de la termodinámica que gobierna la transferencia de sustancias a través de membranas u otras superficies es que el cambio de la energía libre, ΔG, para el transporte de un mol de una sustancia concentrada a C1 en un compartimento, hacia un lugar en el que esté a C2, es de:
{\displaystyle \Delta G=RT\ log{\frac {C_{2}}{C_{1}}}}
Por lo que si C2 es menor que C1, ΔG es también negativo, y el proceso es termodinámicamente favorable. Conforme se va transfiriendo la energía de un compartimento a otro, y salvo que intervengan otros factores, se llega a un equilibrio donde C2=C1, y por ello ΔG=0. No obstante, existen tres circunstancias en las que puede evitarse esta igualdad, circunstancias vitales para el desempeño de la función in vivo de las membranas biológicas:
- Las macromoléculas de un lado de la membrana pueden unir específicamente a un determinado compuesto o modificarlo químicamente. De este modo, aunque la concentración del compuesto sea realmente diferente a ambos lados de la membrana, su disponibilidad reducida en uno de los compartimentos puede hacer que, a efectos prácticos, no exista un gradiente que favorezca el transporte.

- Puede existir un potencial eléctrico de membrana a través de ella que influya en la distribución de iones. Por ejemplo, para un proceso en el que el transporte de iones se dé desde el exterior al interior, sucede que:

{\displaystyle \Delta G=RT\ log{\frac {C_{dentro}}{C_{fuera}}}+ZF\Delta P}
Donde F es la constante de Faraday y ΔP el potencial de membrana, en voltios. Si ΔP es negativo y Z es positivo, el término ZFΔP contribuye de forma negativa a ΔG, esto es, favorece el transporte de cationes hacia el interior de la célula. Esto es, si la diferencia de potencial se mantiene, el estado de equilibrio ΔG=0 no corresponderá a una cantidad equimolecular de iones a ambos lados de la membrana.
- Si se acopla un proceso con una ΔG negativa al proceso, el ΔG global deberá ser modificado. Esta situación, común en el transporte activo, se describe según:

{\displaystyle \Delta G=RT\ log{\frac {C_{dentro}}{C_{fuera}}}+\Delta G^{b}}
Donde ΔGb corresponde a una reacción favorecida termodinámicamente, como la hidrólisis de ATP, o el cotransporte de un compuesto que se desplace a favor de su gradiente.

## Tipos

### Transporte pasivo o transporte simple

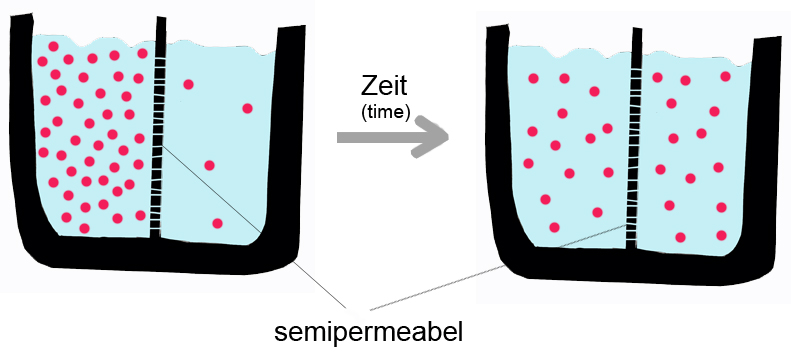
Una membrana semipermeable separa dos compartimentos con concentraciones distintas de un soluto: con el paso del tiempo, el soluto difundirá hasta alcanzar el equilibrio a ambos lados.

El transporte pasivo ocurre por difusión, que puede ser simple o facilitada. Este tipo de transporte permite el paso molecular a través de la membrana plasmática a favor del gradiente de concentración o de carga eléctrica, de mayor a menor concentración. El transporte de sustancias se realiza mediante la bicapa lipídica o los canales iónicos, e incluso por medio de proteínas integrales. Hay cuatro mecanismos de transporte pasivo:
1. Ósmosis: transporte de moléculas de agua a través de la membrana plasmática mediado por proteínas específicas –acuaporinas– y a favor de su gradiente de concentración.
2. Difusión simple: paso de sustancias a través de los fosfolípidos de la membrana plasmática, como los gases respiratorios, el alcohol y otras moléculas no polares y de bajo peso molecular.
3. Difusión facilitada: transporte celular donde es necesaria la presencia de un carrier o transportador (proteína integral) para que las sustancias atraviesen la membrana. Sucede porque las moléculas son más grandes o insolubles en los lípidos de la membrana y necesitan ser transportadas con ayuda de esas proteínas integrales.
4. Ultrafiltración o Diálisis: En este proceso de transporte pasivo, el agua y algunos solutos pasan a través de una membrana por efecto de una presión hidrostática. El movimiento es siempre desde el área de mayor presión al de menos presión. La ultrafiltración tiene lugar en el cuerpo humano en los riñones y es debida a la presión arterial generada por el corazón. Esta presión hace que el agua y algunas moléculas pequeñas (como la urea, la creatinina, sales, etc.) pasen a través de las membranas de los capilares microscópicos de los glomérulos para ser eliminadas en la orina. Las proteínas y grandes moléculas como hormonas, vitaminas, etc., no pasan a través de las membranas de los capilares y son retenidas en la sangre.

#### Difusión simple
La difusión simple se lleva a cabo cuando el movimiento de sustancias en la célula iguala las concentraciones de un medio determinado. Este tipo de transporte se realiza de manera espontánea, principalmente con gases como el nitrógeno, dióxido de carbono, oxígeno y moléculas sin carga como el etanol y la urea, los cuales pueden entrar y salir libremente según la concentración del medio donde la sustancia se encuentre. Una característica importante es que el transporte se da sin gasto de energía, a favor del gradiente de concentración. No requiere de la intervención de proteínas de membrana, pero sí de las características de la sustancia a transportar y de la naturaleza de la bicapa. Para el caso de una membrana fosfolipídica pura, la velocidad de difusión de una sustancia depende de su:
- gradiente de concentración,
- hidrofobicidad,
- tamaño,
- carga, si la molécula posee carga neta.

Estos factores afectan de diversa manera a la velocidad de difusión pasiva: 
- a mayor gradiente de concentración, mayor velocidad de difusión,
- a mayor hidrofobicidad, esto es, mayor coeficiente de partición, mayor solubilidad en lípido y por tanto mayor velocidad de difusión,
- a mayor tamaño, menor velocidad de difusión,
- dado un potencial de membrana, es decir, la diferencia de potencial entre la cara exoplasmática y la endoplasmática de la membrana, y un gradiente de concentración se define un gradiente electroquímico que determina las direcciones de transporte energéticamente favorables de una molécula cargada, dependiendo de la naturaleza de esta y del signo del potencial, si bien la mayor parte de las células animales poseen carga negativa en su exterior.[10]

La difusión simple a través de la membrana lipídica muestra una cinética de no saturación, esto es, que, puesto que la tasa neta de entrada está determinada solo por la diferencia en el número de moléculas a cada lado de la membrana, la entrada aumenta en proporción a la concentración de soluto en el fluido extracelular. Esta característica distingue la difusión simple de los mecanismos de penetración por canales de transporte mediado.

#### Ósmosis
La ósmosis es un tipo de transporte pasivo en el cual solo las moléculas de agua son transportadas a través de la membrana. El movimiento se realiza a favor de la gradiente, esto es desde el medio de mayor concentración de soluto hacia el de menor concentración de soluto, con ello permite equilibrar las concentraciones del soluto de los medios separados por la membrana celular. La función de la ósmosis es mantener hidratada a la célula, dicho proceso no requiere del gasto de energía (ATP).
El fenómeno de la ósmosis se puede observar en  todas las  células, tanto animales como vegetales, cuando son sometidas a distintos tipos de soluciones, o medios:

##### Ósmosis en una célula animal

Comportamiento de células animales ante distintas presiones osmóticas

- En un medio isotónico, tanto la entrada como salida de agua es constante, es decir, existe un equilibrio dinámico.
- En un medio hipotónico, desaparece el equilibrio dinámico por tanto la entrada de agua es superior a la salida, en consecuencia, la célula absorbe el agua hasta reventarse, fenómeno conocido como citólisis.
- En un medio hipertónico, al contrario la salida de agua es superior a la entrada de agua por lo tanto la célula se deshidrata perdiendo su contenido hasta arrugarse y morir, este fenómeno es conocido como crenación.[11]

##### Ósmosis en una célula vegetal

Comportamiento de célula vegetal ante distintas presiones osmóticas

Además de que la ósmosis es una célula animal también se encuentra como célula vegetal:
- En un medio hipertónico, la célula elimina agua y el volumen de la vacuola disminuye progresivamente, produciendo que la membrana plasmática se despegue de la pared celular, ocurriendo la plasmólisis[12]
- En un medio isotónico, existe un equilibrio dinámico.
- En un medio hipotónico, la célula toma agua y sus vacuolas se llenan aumentando la presión de turgencia, dando lugar a la turgencia.

#### Difusión facilitada

La difusión facilitada involucra el uso de una proteína para facilitar el movimiento de moléculas a través de la membrana. En algunos casos, las moléculas pasan a través de canales con la proteína. En otros casos, la proteína cambia su forma, permitiendo que las moléculas pasen a través de ella.

Bajo el mismo principio termodinámico que en el caso de la difusión simple, es decir, que el soluto a transportar lo hace a favor de gradiente, la difusión facilitada opera de modo similar, pero está facilitada por la existencia de proteínas canal, que son las que facilitan el transporte de, en este caso, agua o algunos iones y moléculas hidrófilas. Estas proteínas integrales de membrana conforman estructuras en forma de poro inmersas en la bicapa, que dejan un canal interno hidrofílico que permite el paso de moléculas que son demasiado grandes como para difundir a través de los canales de la membrana y demasiado hidrofílicos para poder difundir a través de la capa de fosfolípidos. La apertura de este canal interno puede ser constitutiva, es decir, continua y desregulada, en los canales no regulados, o bien puede requerir una señal que medie su apertura o cierre: es el caso de los canales regulados.
En el caso del transporte de glucosa en animales, la glucosa se une a la proteína transportadora, y esta cambia de forma, permitiendo el paso del azúcar. Tan pronto como la glucosa llega al citoplasma, una quinasa (enzima que añade un grupo fosfato a un azúcar) transforma la glucosa en glucosa-6-fosfato. De esta forma, las concentraciones de glucosa en el interior de la célula son siempre muy bajas, y el gradiente de concentración exterior e interior favorece la difusión de la glucosa. 
La difusión facilitada es mucho más rápida que la difusión simple y depende:
- Del gradiente de concentración de la sustancia a ambos lados de la membrana.
- Del número de proteínas transportadoras existentes en la membrana.
- De la rapidez con que estas proteínas hacen su trabajo.

### Transporte activo
En él se efectúa un transporte en contra del gradiente de concentración o electroquímico y, para ello, las proteínas transportadoras implicadas consumen energía metabólica (comúnmente adenosín trifosfato). La hidrólisis del compuesto que actúa como moneda energética puede ser muy evidente, como en el caso de los transportadores que son ATPasas, o puede tener un origen indirecto: por ejemplo, los cotransportadores emplean gradientes de determinados solutos para impulsar el transporte de un determinado compuesto en contra de su gradiente, a costa de la disipación del primer gradiente mencionado. Pudiera parecer que en este caso no interviene un gasto energético, pero no es así puesto que el establecimiento del gradiente de la sustancia transportada colateralmente al compuesto objetivo ha requerido de la hidrólisis de ATP en su generación mediante unos determinados tipos de proteínas denominados bombas. Por ello, se define transporte activo primario como aquel que hidroliza ATP de forma directa para transportar el compuesto en cuestión, y transporte activo secundario como aquel que utiliza la energía almacenada en un gradiente electroquímico.
El descubrimiento de la existencia de este tipo de transportadores se produjo al estudiar cinéticamente la transferencia de moléculas a través de las membranas: para algunos solutos, se observó que la velocidad de entrada alcanza una meseta a partir de cierta concentración externa a partir de la cual no se produce un incremento significativo de velocidad de captación, esto es, surge una respuesta tipo curva logística. Se interpretó que el transporte aquí se produce por la formación de un complejo sustrato-transportador, conceptualmente idéntico al complejo enzima-sustrato de la cinética enzimática. Por ello, cada proteína transportadora posee una constante de afinidad por el soluto que es igual a la concentración del soluto cuando la velocidad de transporte es la mitad de su valor kmáximo (equivaldría, para el caso de un enzima, a la constante de Michaelis-Menten).
Algunos rasgos importantes del transporte activo, además de su capacidad de intervenir aun en contra de gradiente, su cinética y el empleo de ATP, son: su elevado grado de selectividad y su facilidad de inhibición farmacológica selectiva.
En la mayor parte de los casos este transporte activo se realiza a expensas de un gradiente de H+ (potencial electro-químico de protones) previamente creado a ambos lados de la membrana, por procesos de respiración y fotosíntesis; por hidrólisis de ATP mediante ATP hidrolasas de membrana. El transporte activo varía la concentración intracelular y ello da lugar un nuevo movimiento osmótico de re-balanceo por hidratación.
Los sistemas de transporte activo son los más abundantes entre las bacterias, y se han seleccionado evolutivamente debido a que en sus medios naturales la mayoría de los procariontes se encuentran de forma permanente o transitoria con una baja concentración de nutrientes.

#### Transportadores

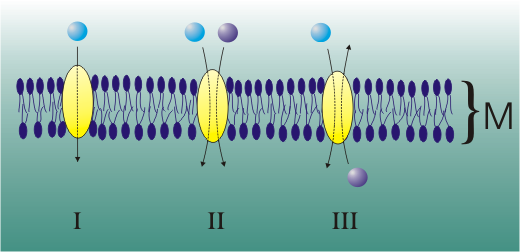
Uniporte, simporte y antiporte de moléculas a través de transportadores de membrana.

El transporte activo de moléculas a través de la membrana celular se realiza en dirección ascendente o en contra de un gradiente de concentración (gradiente químico) o en contra un gradiente eléctrico de presión (gradiente electroquímico), es decir, es el paso de sustancias desde un medio poco concentrado a un medio muy concentrado. Para desplazar estas sustancias contra corriente es necesario el aporte de energía procedente del ATP. Las proteínas portadoras del transporte activo poseen actividad ATPasa, que significa que pueden escindir el ATP (adenosin trifosfato) para formar ADP (dos fosfatos) o AMP (un fosfato) con liberación de energía de los enlaces fosfato de alta energía. Comúnmente, según la direccionalidad se observan tres tipos de transportadores: 
- Uniportadores: son proteínas que transportan una molécula en un solo sentido a través de la membrana.
- Antiportadores: incluyen proteínas que transportan una sustancia en un sentido mientras que simultáneamente transportan otra en sentido opuesto.
- Simportadores: son proteínas que transportan una sustancia junto con otra, frecuentemente un protón (H+).

-El transporte por medio de proteínas llamado simporte es también llamado cotransporte, mueve un ion a favor de su gradiente de concentración y otro en contra de su gradiente pero en el mismo sentido, este transporte gasta un ATP de energía pero lo obtiene al momento en que mueve al ion a favor de su gradiente. Este transporte es característico de varios procesos fisiológicos muy importantes, especialmente en el epitelio absorbente del intestino delgado y el túbulo renal. Ejemplo de este transporte es el denominado SGLUT 1.[cita requerida]
-El transporte por medio de proteínas llamado antiporte es también denominado contratransporte.Mueve dos moléculas o dos iones en sentidos opuestos también con un gasto de energía de un ATP.

Diagrama simplificado de una bomba de sodio

Una bomba es una proteína que hidroliza ATP para transportar a través de una membrana un determinado soluto a fin de generar un gradiente electroquímico que confiera unas características de potencial a esta. Dicho gradiente posee un interés por sí mismo para la definición del estado de la célula, como es el potencial de Nernst, pero interviene activamente en el transporte de sustancias a través de la membrana, que es el tema aquí tratado, puesto que aporta un aumento de entropía al sistema en caso de cotransporte de sustancias que se encuentran en trasiego en contra de su gradiente.
Una de las bombas de mayor relevancia en células animales es la bomba sodio-potasio, que opera mediante el mecanismo siguiente:
1. Unión de tres Na+ a sus sitios activos.
2. Fosforilación de la cara citoplasmática de la bomba que induce a un cambio de conformación en la proteína. Esta fosforilación se produce por la transferencia del grupo terminal del ATP a un residuo de ácido aspártico de la proteína.
3. El cambio de conformación hace que el Na+ sea liberado al exterior.
4. Una vez liberado el Na+, se unen dos moléculas de K+ a sus respectivos sitios de unión de la cara extracelular de la proteína.
5. La proteína se desfosforila produciéndose un cambio conformacional de esta, lo que produce una transferencia de los iones de K+  al citosol.

#### Transporte activo primario: Bomba de sodio y potasio o Bomba Na+/K+
Se encuentra en todas las células del organismo, en cada ciclo consume una molécula de ATP y es la encargada de transportar dos iones de potasio que logran ingresar a la célula, al mismo tiempo bombea tres iones de sodio desde el interior hacia el exterior de la célula (exoplasma), ya que químicamente tanto el sodio como el potasio poseen cargas positivas. El resultado es ingreso de dos iones de potasio (ingreso de dos cargas positivas) y regreso de tres iones de sodio (regreso de tres cargas positivas), esto da como resultado una pérdida de la electropositividad interna de la célula, lo que convierte a su medio interno en un medio "electronegativo con respecto al medio extra celular". En caso particular de las neuronas en estado de reposo esta diferencia de cargas a ambos lados de la membrana se llama potencial de membrana o de reposo-descanso.
Participa activamente en el impulso nervioso, ya que a través de ella se vuelve al estado de reposo natural
.

#### Transporte activo secundario o cotransporte
Es el transporte  de sustancias que normalmente no atraviesan la membrana celular tales como los aminoácidos y la glucosa, cuya energía requerida para el transporte deriva del gradiente de concentración de los iones sodio de la membrana celular (como el gradiente producido por el sistema glucosa/sodio del intestino delgado).
- Intercambiador calcio-sodio: Es una proteína de la membrana celular de todas las células eucariotas. Su función consiste en transportar calcio iónico (Ca2+) hacia el exterior de la célula empleando para ello el gradiente de sodio; su finalidad es mantener la baja concentración de Ca2+ en el citoplasma que es unas diez mil veces menor que en el medio externo. Por cada catión Ca2+ expulsado por el intercambiador al medio extracelular penetran tres cationes Na+ al interior celular.[16] Se sabe que las variaciones en la concentración intracelular del Ca2+ (segundo mensajero) se producen como respuesta a diversos estímulos y están involucradas en procesos como la contracción muscular, la expresión genética, la diferenciación celular, la secreción, y varias funciones de las neuronas. Dada la variedad de procesos metabólicos regulados por el Ca2+, un aumento de la concentración de Ca2+ en el citoplasma puede provocar un funcionamiento anormal de los mismos. Si el aumento de la concentración de Ca2+ en la fase acuosa del citoplasma se aproxima a un décimo de la del medio externo, el trastorno metabólico producido conduce a la muerte celular. El calcio es el mineral más abundante del organismo, además de cumplir múltiples funciones.[7]

## Selectividad de membrana
Puesto que la característica primordial del transporte a través de una membrana biológica es la selectividad de esta y su subsiguiente actuación como barrera específica para determinadas sustancias, la fisiología subyacente de este fenómeno ha sido estudiada profundamente. Clásicamente se ha dividido el estudio de esta propiedad en lo referente a electrolitos y a no electrolitos.

### Selectividad para electrolitos
Los canales iónicos definen un diámetro interno que permite el paso de pequeños iones de forma más o menos específica. Puesto que el tamaño del ion está relacionado con la especie química, se podría asumir a priori que un canal cuyo diámetro de poro fuera suficiente para el paso de un ion permitiría asimismo el trasiego de otros de menor tamaño, cosa que no sucede en la mayoría de los casos. Existen dos características ajenas al tamaño que son importantes en la determinación de la selectividad de los poros de la membrana: la facilidad de deshidratación e interacción con las cargas del interior del poro.
Para que un ion penetre en el poro, debe disociarse de las moléculas de agua que lo recubren en sucesivas capas de solvatación. La tendencia a deshidratarse, o la facilidad para hacerlo, está relacionada con el tamaño del ion: los iones grandes lo hacen con más facilidad que los pequeños, por lo que un poro con centros polares débiles admitirá preferentemente iones grandes, antes que pequeños.
Cuando el interior del canal está tapizado de grupos polares, procedentes de las cadenas laterales de sus aminoácidos componentes, la interacción del ion deshidratado con estos centros puede ser más importante que la facilidad de deshidratación para conferir la especificidad del canal. Por ejemplo, un canal revestido de histidinas y argininas, con grupos cargados positivamente, repelerá de forma selectiva a los iones cargados con el mismo signo, pero facilitará el paso de los cargados negativamente. Además, en este caso, los iones más pequeños pueden interactuar de forma más cercana por cuestiones estéricas, lo cual incrementa en mucho las interacciones carga-carga y, por tanto, exagera el efecto.

### Selectividad para no electrolitos
Los no electrolitos, sustancias que generalmente son hidrofóbicas y lipofílicas, suelen atravesar la membrana por disolución en la bicapa lipídica y, por tanto, mediante difusión simple. La facilidad para difundir en este caso es dependiente del coeficiente de partición K, por lo general, si bien existen algunos no electrolitos que atraviesan la membrana por transporte mediado por un transportador.
En el caso de que el no electrolito esté parcialmente cargado, es decir, sea más o menos polar, como es el caso del etanol, metanol o urea, se permite el paso a través de la membrana mediante canales acuosos inmersos en la membrana. Es interesante recalcar que no existe un mecanismo de regulación efectivo que establezca barreras a este transporte, lo que implica una vulnerabilidad intrínseca de las células a la penetración de estas moléculas.

## Transporte en masa

Las macromoléculas o partículas grandes se introducen o expulsan de la célula por dos mecanismos: 

### Endocitosis
La endocitosis es el proceso celular, por el que la célula mueve hacia su interior moléculas grandes o partículas, este proceso se puede dar por evaginación, invaginación o por mediación de receptores a través de su membrana citoplasmática, formando una vesícula que luego se desprende de la membrana celular y se incorpora al citoplasma.
Esta vesícula, llamada endosoma, luego se fusiona con un lisosoma que realizará la digestión del contenido celular.
Existen tres procesos:
- Pinocitosis: consiste en la ingestión de líquidos y solutos mediante pequeñas vesículas.
- Fagocitosis: consiste en la ingestión de grandes partículas que se engloban en grandes vesículas (fagosomas) que se desprenden de la membrana celular.
- Endocitosis mediada por receptor o ligando: es de tipo específica, captura macromoléculas específicas del ambiente, fijándose a través de proteínas ubicadas en la membrana plasmática (específicas).

Una vez que se unen a dicho receptor, forman las vesículas y las transportan al interior de la célula.
La endocitosis mediada por receptor resulta ser un proceso rápido y eficiente.

### Exocitosis
La exocitosis es el proceso celular por el cual las vesículas situadas en el citoplasma se fusionan con la membrana citoplasmática, liberando su contenido. 
La exocitosis se observa en muy diversas células secretoras, tanto en la función de excreción como en la función endocrina. Ejemplo es la secreción de insulina mediante la fusión de vesículas con la membrana celular. 
También interviene la exocitosis encargada de la secreción de un neurotransmisor a la brecha sináptica, para posibilitar la propagación del impulso nervioso entre neuronas. La secreción química desencadena una despolarización del potencial de membrana, desde el axón de la célula emisora hacia la dendrita (u otra parte) de la célula receptora. Este neurotransmisor será luego recuperado por endocitosis para ser reutilizado. Sin este proceso, se produciría un fracaso en la transmisión del impulso nervioso entre neuronas. 

Es el proceso mediante el cual la célula transporta moléculas de gran tamaño desde su interior al exterior. Estas moléculas se encuentran dentro de vesículas intracelulares las cuales se desplazan hasta la membrana celular, se fusionan con esta y liberan su contenido en el fluido circundante.